# トゥイホア
トゥイホア (ベトナム語：Thành phố Tuy Hòa / 城庯綏和  発音) は、ベトナム南中部のフーイエン省の都市で、同省の省都。ダーラン川（沱浪江、Sông Đà Rằng）の下流に開けた街で、街中にはニャン山（雁山、Núi Nhạn）という山がある。ニャン山の頂上にはチャンパの遺跡「ニャン塔」がある。

## 地理
著名なビーチリゾート、ニャチャンの北約130km、クイニョンの南約100kmに位置する。

## 行政区画
以下の12坊4社を有する。
- 第1坊（Phường 1）
- 第2坊（Phường 2）
- 第3坊（Phường 3）
- 第4坊（Phường 4）
- 第5坊（Phường 5）
- 第6坊（Phường 6）
- 第7坊（Phường 7）
- 第8坊（Phường 8）
- 第9坊（Phường 9）
- フードン坊（Phú Đông / 富東）
- フーラム坊（Phú Lâm / 富林）
- フータイン坊（Phú Thạnh / 富盛）
- アンフー社（An Phú / 安富）
- ビンキエン社（Bình Kiến / 平建）
- ビンゴク社（Bình Ngọc / 平玉）
- ホアキエン社（Hoà Kiến / 和建）

## 交通
ニャチャンよりバスで約3時間。市西部には国道1A号線が通る。市中には統一鉄道トゥイホア駅が、郊外にはトゥイホア空港がある。

## 出典

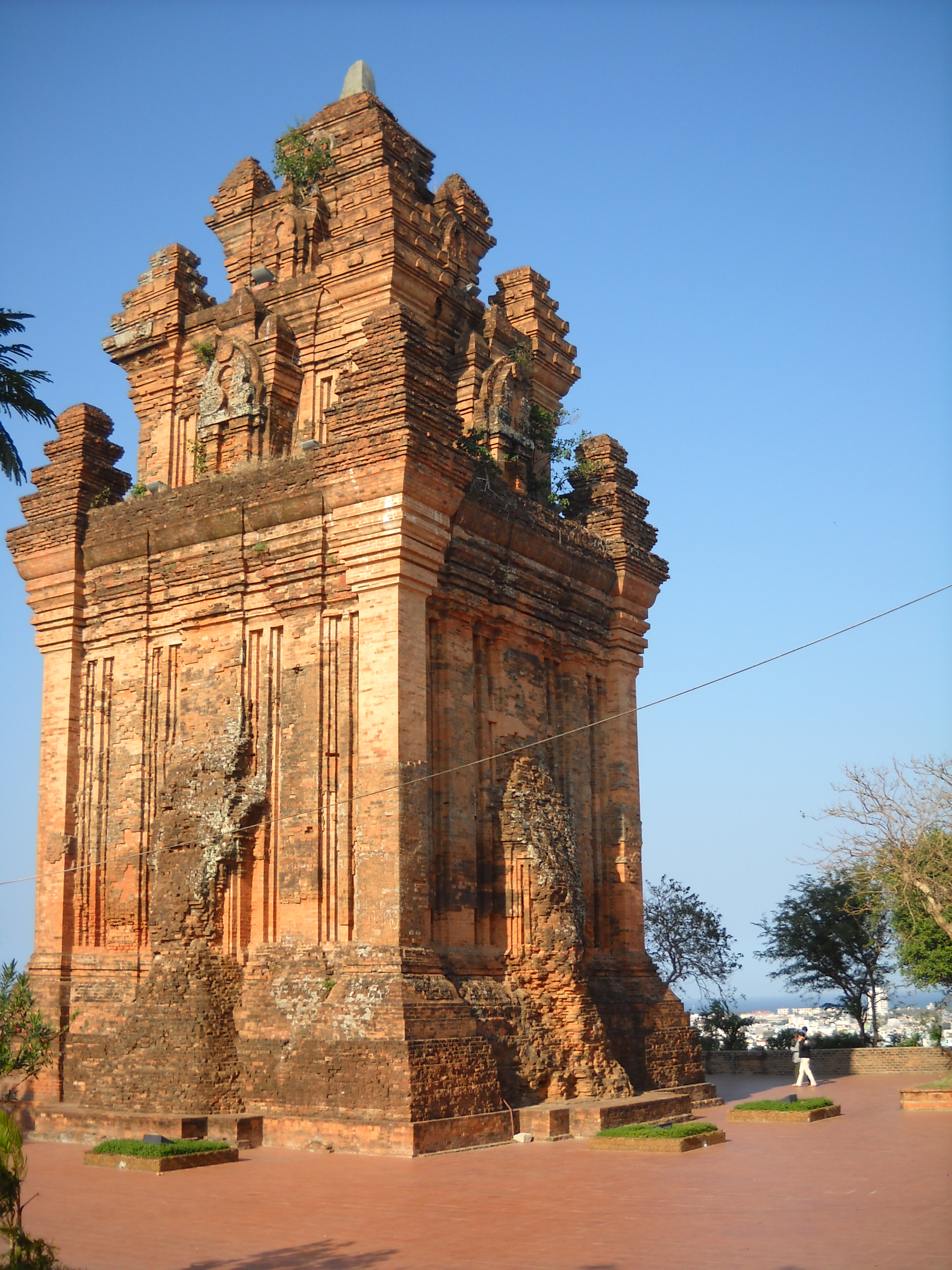
ニャン塔